# Tanaostigma slossonae
Tanaostigma slossonae är en stekelart som först beskrevs av Crawford 1911.  Tanaostigma slossonae ingår i släktet Tanaostigma och familjen Tanaostigmatidae. Inga underarter finns listade i Catalogue of Life.